# Karcsú sziréngőte
A karcsú sziréngőte vagy nagy sziréngőte (Siren lacertina) kétéltűek (Amphibia) osztálynak farkos kétéltűek (Caudata) rendjébe és a sziréngőtefélék (Sirenidae) családjába tartozó faj.

## Előfordulása
Az Amerikai Egyesült Államok folyóvizeiben él, dél felé Kelet-Texasig, észak felé a Michigan-tóig.

## Megjelenése
Csak az elülső végtagjai maradtak meg, de azok is rövidek és csak négy ujj nő rajtuk. Kopoltyúja és tüdeje is van. Ha hideg az idő, csupán óránként jön felszínre levegőért, ha azonban a víz felmelegszik, akár 3-5 percenként is.
|  |

## Életmódja
Étrendjét elsősorban gerinctelenek egészítik ki. Vízirovarokkal és más apró gerinctelenekkel táplálkozik. Néha kimászik a száraz földi nyirkos helyekre, ahol a nedves talajban több méter hosszú folyosót ás.

## Szaporodása
A nőstény több száz kocsonyás anyagba zárt petét rak.